# 11-й армійський корпус (Російська імперія)
11-й армійський корпус (рос. 11-й армейский корпус) — загальновійськове оперативне з'єднання (армійський корпус) Російської імператорської армії.

## Історія
Сформований 1 листопада 1876 року у складі 11-ї, 32-ї піхотних дивізій й 11-ї кавалерійської дивізії. До 5 серпня 1914 року перебував у складі 3-ї армії Південно-Західного фронту.
Бився в Рава-Руській операції 1914 року. У квітні - травні 1915 року брав участь у Задністровській операції. У серпні 1915 року успішно діяв під Трембовлем та Струсувом.. Бився в грудневій операції 1915 року на Стрипі. Корпус – активний учасник травневого наступу 1916 року.
Розформований у січні 1918 року.

## Структура
До початку війни входив до Київської військової округи. Склад на 18.07.14:
- 11-та піхотна дивізія[ru]
  - 1-ша бригада
    - 41-й піхотний Селенгінський полк[ru]
    - 42-й піхотний Якутський полк

  - 2-га бригада
    - 43-й піхотний Охотський полк
    - 44-й піхотний Камчатський полк[ru]

  - 11-та артилерійська бригада
- 32-га піхотна дивізія[ru]
  - 1-ша бригада
    - 125-й піхотний Курський полк
    - 126-й піхотний Рильський полк[ru]

  - 2-га бригада
    - 127-й піхотний Путивльський полк[ru]
    - 128-й піхотний Старооскольський полк[ru]

  - 32-га артилерійська бригада
- 11-та кавалерійська дивізія
  - 1-ша бригада
    - 11-й драгунський Ризький полк
    - 11-й уланський Чугуївський полк

  - 2-га бригада
    - 11-й гусарський Ізюмський полк
    - 12-й козацький Донський полк[ru]

  - 11-й кінно-артилерійський дивізіон
- 11-й мортирно-артилерійський дивізіон
- 21-й саперний батальйон

## Командувачі
- 01.11.1876 — 05.01.1879 — генерал-лейтенант князь Шаховський Олексій Іванович[ru]
- 05.01.1879 — хх.хх.188х — генерал-лейтенант барон фон Фіркс Олександр Олександрович[ru]
- 05.10.1887 — хх.09.1891 — генерал-ад'ютант генерал-лейтенант князь Шаховський Іван Федорович[ru]
- 21.07.1894 — 17.03.1895 — генерал-лейтенант Дукмасов Павло Григорович[ru]
- 17.03.1895 — 30.04.1900 — генерал-лейтенант Дохтуров Дмитро Петрович[ru]
- 03.05.1900 — 12.05.1903 — генерал-лейтенант Філіпов Володимир Миколайович[ru]
- 22.05.1903 — 01.06.1905 — генерал-лейтенант фон Таль Олександр Якович[ru]
- 01.06.1905 — 07.08.1911 — генерал-ад'ютант генерал-лейтенант (з 6.12.1907 р. — генерал від інфантерії) Фуллон Іван Олександрович[ru]
- 07.08.1911 — 13.12.1912 — генерал-лейтенант (з 6.12.1912 р. — генерал від інфантерії) Підвальнюк Микола Іванович[ru]
- 13.12.1913 — 22.08.1915 — генерал від кавалерії Сахаров Володимир Вікторович[ru]
- 04.09.1915 — 25.10.1915 — генерал від кавалерії Сахаров Володимир Вікторович[ru]
- 03.11.1915 — 06.04.1917 — генерал-лейтенант (з 10.04.1916 генерал від артилерії) Баранцов Михайло Олександрович[ru]
- 06.04.1917 — ? — генерал-лейтенант Гільчевський Костянтин Лукич[ru]